# Glucomannano

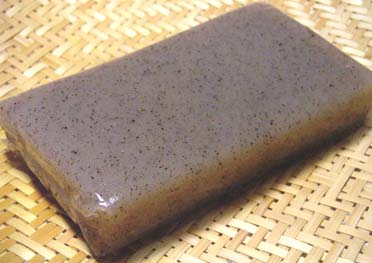
Panetto di gelatina alimentare estratta da A. konjac, nota come "konnyaku", ad alto contenuto di glucomannano

Il glucomannano (noto anche come glucomannoglicano) è un polisaccaride ad alto peso molecolare, costituito da unità di D-glucosio e D-mannosio. Si trova in natura nel tubero di Amorphophallus konjac, pianta utilizzata nella cucina asiatica per le sue proprietà gelificanti. In ambito alimentare il glucomannano, estratto da A. konjac, è noto anche come gomma di Konjac o glucomannano di Konjac, ed è impiegato come additivo alimentare con sigla E425.

## Biologia
Il glucomannano è un eteroglicano ramificato costituente della parete delle cellule vegetali ed è substrato dell'enzima glucomannano sintasi, transferasi coinvolta nella biosintesi del polisaccaride. Il glucomannano è costituito da unità di D-glucosio (G) e D-mannosio (M) in proporzione 5:8, unite da legami glicosidici β-(1→4), che formano unità ripetitive (oligomeri) di 13 monomeri che presentano la sequenza GGMMGMMMMMGGM. Le ramificazioni del polimero sono collegate alla catena principale da legami glicosidici β-(1→3) e β-(1→6). Il glucomannano è stato registrato con numero CAS 76081-94-2

## Impieghi terapeutici
Il glucomannano, come estratto secco, è largamente utilizzato come lassativo e come agente dimagrante. Trattasi infatti di una fibra alimentare in grado di assorbire grandi quantità di liquidi (arrivando ad espandere il proprio volume fino a 60-100 volte quello iniziale), oltre che ridurre l'assorbimento delle sostante nutritive ingerite in concomitanza.